# Solar dos Alarcão
O Solar dos Alarcão é um solar localizado na proximidade da fachada sul da Sé da Guarda, na cidade e no Município da Guarda, em Portugal.
Terá sido construído no ano de 1686, sendo um exemplo de arquitectura seiscentista civil.
Trata-se de um edificio solarengo de planta em L, com capela, e todos os elementos típicos deste tipo de arquitectura (balcão alpendrado, brasão, cornijas salientes, gárgulas, janelas de sacada etc.).
Este Solar pertenceu à família de Alarcão e actualmente é uma pousada, com três quartos e seis camas na casa principal. Do seu miradouro, localizado nos jardins, alcança-se uma grande vista da cidade. O seu granito está pejado de líquenes, dando-lhe um ar enegrecido pelo tempo.
No prédio ocorre a encenação de A Paixão de Cristo.